# USS Somers (DD-301)
USS Somers (DD-301) là một tàu khu trục lớp Clemson được Hải quân Hoa Kỳ chế tạo vào cuối Chiến tranh Thế giới thứ nhất. Nó là chiếc tàu chiến thứ tư của Hải quân Hoa Kỳ được đặt theo tên Trung úy Hải quân Richard Somers (1778-1804), sĩ quan hải quân tử trận trong cuộc Chiến tranh Barbary thứ nhất. Somers ngừng hoạt động năm 1930 và bị tháo dỡ năm 1931 nhằm tuân thủ quy định hạn chế vũ trang của Hiệp ước Hải quân London.

## Thiết kế và chế tạo
Somers được đặt lườn vào ngày 4 tháng 7 năm 1918 tại xưởng tàu Union Iron Works của hãng Bethlehem Shipbuilding Corporation ở San Francisco, California. Nó được hạ thủy vào ngày 28 tháng 12 năm 1918, được đỡ đầu bởi cô Anna Maxwell Jayne; và được đưa ra hoạt động vào ngày 23 tháng 6 năm 1920 dưới quyền chỉ huy của Hạm trưởng, Trung tá Hải quân H. G. Gearing, Jr..

## Lịch sử hoạt động
Somers đi đến San Diego, California vào ngày 20 tháng 7 năm 1920, và lại lên đường năm ngày sau đó để đi đến khu vực Puget Sound, nơi nó thực tập mùa Hè cùng Hạm đội Chiến trận. Nó quay trở về San Diego vào ngày 4 tháng 8, để thực hành cơ động ngoài khơi Coronado, California, và vào ngày 3 tháng 10 được điều về Đội khu trục dự bị tại San Diego. Quay trở lại hoạt động thường trực vào tháng 3 năm 1922, chiếc tàu khu trục trải qua đợt đại tu tại Xưởng hải quân Puget Sound và quay trở về San Diego vào ngày 8 tháng 7 để thực hành chiến thuật, tác xạ và ngư lôi. Rời San Diego vào ngày 6 tháng 2 năm 1923, nó hoạt động cùng hạm đội ngoài khơi Panama từ ngày 26 tháng 2 đến ngày 11 tháng 4, thực hành và tham gia tập trận Vấn đề Hạm đội I. Sau đó nó đi đến Xưởng hải quân Puget Sound cho đợt đại tu hàng năm từ ngày 22 tháng 4 đến ngày 28 tháng 6. Nó tiếp tục ở lại khu vực phía Bắc để thực tập mùa Hè cùng Hạm đội Chiến trận, và vào các ngày 25-26 tháng 7 đã đưa các sĩ quan tham mưu của Tổng thống Warren G. Harding đi từ Seattle, Washington đến Vancouver, British Columbia, trong chuyến đi thị sát của Tổng thống đến Alaska.
Vào ngày 27 tháng 8, Somers cùng đội của nó khởi hành từ Puget Sound để đi San Francisco và San Diego. Đến chiều tối ngày 8 tháng 9, thời tiết sương mù dày đặc cùng những sai lầm của hoa tiêu dẫn đường đã khiến Somers cùng tám tàu khu trục khác của hải đội bị mắc cạn do va phải đá ngầm, trong một sự cố được đặt tên là Thảm họa Honda Point. Nó thoát được tai họa nhờ bẻ lái khẩn cấp kịp thời, và mặc dù bị va phải đá ngầm nhưng chỉ chíu những hư hại nhẹ cho mũi tàu. Khi sương mù tan đi vào sáng hôm sau, nó phát hiện Fuller (DD-297) và Woodbury (DD-309) mắc cạn trên những mỏm đá sát bờ. Cùng với Bueno Amor de Roma, một tàu đánh cá tình cờ đi ngang qua, nó đã cứu vớt những người sống sót, và về đến San Diego vào ngày 10 tháng 9, và được sửa chữa tại Xưởng hải quân Mare Island từ ngày 31 tháng 10 đến ngày 5 tháng 12.
Vào ngày 2 tháng 1 năm 1924, Somers khởi hành từ San Diego cùng Hạm đội Chiến trận cho đợt tập trung hạm đội, băng qua kênh đào Panama vào ngày 18 tháng 1, và tham gia cuộc thực hành mùa Đông và cuộc tập trận Vấn đề Hạm đội II và III tại vùng biển Caribe cho đến ngày 31 tháng 3. Quay trở về San Diego vào đầu tháng 4, nó tiến hành các cuộc thực tập mùa Hè tại khu vực Puget Sound từ ngày 2 tháng 7 đến ngày 1 tháng 9, và sau một tháng tại San Diego đã quay trở lại Puget Sound để đại tu từ ngày 25 tháng 11 năm 1924 đến ngày 17 tháng 2 năm 1925. Khởi hành từ San Diego vào ngày 3 tháng 4 năm 1925, chiếc tàu khu trục hướng đến quần đảo Hawaii, tham gia cuộc tập trận phối hợp Hải-Lục quân trên đường đi, và đi đến Trân Châu Cảng cùng hạm đội vào ngày 27 tháng 4. Đến ngày 1 tháng 7, Hạm đội Chiến trận, bao gồm Somers, rời Trân Châu Cảng cho chuyến viếng thăm hữu nghị đến khu vực Tây Nam Thái Bình Dương, viếng thăm Melbourne, Australia; Dunedin và Wellington, New Zealand; cùng American Samoa trước khi quay trở về San Diego vào ngày 26 tháng 9.
Somers khởi hành từ San Diego vào ngày 1 tháng 2 năm 1926 cho đợt tập trung hạm đội ngoài khơi vùng kênh đào Panama, vốn kéo dài cho đến ngày 20 tháng 3. Vào ngày 14 tháng 6, nó rời San Diego cho đợt thực tập mùa Hè tại khu vực Puget Sound, quay trở về vào ngày 1 tháng 9. Nó được đại tu hàng năm tại Puget Sound từ ngày 7 tháng 12 năm 1926 đến ngày 19 tháng 1 năm 1927, và vào ngày 17 tháng 2 lại lên đường cùng Hạm đội Chiến trận cho một đợt tập trung hạm đội khác tại vùng biển Caribe. Sau khi hoàn tất vào ngày 22 tháng 4, hạm đội thực hiện chuyến viếng thăm New York, tiến hành một cuộc thực tập phối hợp Hải-Lục quân tại vịnh Narragansett, rồi đi đến Hampton Roads vào ngày 29 tháng 5 cho một cuộc Duyệt binh Hải quân Tổng thống tại đây. Rời Hampton Roads vào ngày 4 tháng 6, Hạm đội Chiến trận, bao gồm Somers, ghé qua San Diego từ ngày 25 tháng 6 đến ngày 1 tháng 7, trước khi đi đến khu vực Puget Sound vào ngày 16 tháng 7 cho đợt thực tập mùa Hè.
Somers cùng hải đội của nó rời Puget Sound vào ngày 20 tháng 8 để đi Hawaii, tham gia tìm kiếm một máy bay mất tích trong chặng bay từ lục địa Hoa Kỳ đến Honolulu. Nó quay trở về San Diego vào ngày 5 tháng 9 và trải qua đợt đại tu tại Puget Sound từ ngày 25 tháng 12 năm 1927 đến ngày 29 tháng 2 năm 1928. Sau một tháng ở lại San Diego, nó cùng với hạm đội lên đường vào ngày 9 tháng 4 năm 1928, đi đến Hawaii để tiến hành cuộc tập trận Vấn đề Hạm đội VIII. Nó quay trở về San Diego vào ngày 23 tháng 6, lại lên đường sáu ngày sau đó cho đợt thực hành mùa Hè tại Puget Sound, bao gồm một chuyến đi huấn luyện quân nhân dự bị đến Alaska từ ngày 7 đến ngày 21 tháng 7. Quay trở lại San Diego vào ngày 4 tháng 9, nó được sửa chữa tại Bremerton, Washington từ ngày 31 tháng 12 năm 1928 đến ngày 8 tháng 2 năm 1929; và sau khi trải qua mùa Xuân tại San Diego, nó hoạt động cùng hạm đội ngoài khơi Puget Sound từ ngày 18 tháng 6 đến ngày 28 tháng 8. Tại San Diego vào ngày 25 tháng 9 năm 1929, nó đã kéo tàu khu trục Buchanan (DD-131) từ nơi neo đậu của hải quân dự bị đến phao của nó.
Somers được cho xuất biên chế vào ngày 10 tháng 4 năm 1930, và được Buchanan thay thế. Tên của Somers được cho rút khỏi danh sách Đăng bạ Hải quân vào ngày 18 tháng 11 năm 1930 nhằm tuân thủ các điều khoản hạn chế vũ trang của Hiệp ước Hải quân London. Nó được tháo dỡ tại Mare Island trong các năm 1930-1931, và vật liệu tháo dỡ bị bán vào ngày 19 tháng 3 năm 1931.